# Yanic Wildschut
Yanic-Sonny Wildschut (pronunciación en neerlandés: /ˈjaːnɪk ˈʋɪltsxɵt/; Ámsterdam, Países Bajos, 1 de noviembre de 1991) es un futbolista neerlandés. Juega como delantero y su equipo es el Exeter City de la EFL League One. Es internacional con la selección de fútbol de Surinam.

## Trayectoria

### Zwolle
Nacido en Ámsterdam, Países Bajos, Wildschut jugó para varios equipos juveniles, incluidos Volendam y Almere City, antes de mudarse a Ajax, donde se convirtió en un producto de la famosa academia. A pesar de tener un buen año, Wildschut fue liberado cuando decidieron no renovar su contrato y se unió al FC Zwolle en junio de 2010.
Wildschut debutó con el Zwolle en un partido de liga de la Eerste Divisie contra el MVV . El partido terminó en empate sin goles. No fue hasta el 29 de octubre de 2010 cuando marcó su primer gol con el club, en la victoria por 4-0 sobre el Almere City. Una semana después, volvió a marcar en la cuarta ronda de la Copa KNVB para ayudar al club a empatar, aunque Zwolle finalmente perdería en la tanda de penaltis. A medida que avanzaba la temporada 2010-11, Wildshut anotó tres goles más contra el Sparta Rotterdam, Cambuur, que también anotó en otro encuentro. En su primera temporada en Zwolle, Wildschut terminó la temporada, haciendo treinta y ocho apariciones y anotando cinco veces en toda la competencia. 

### VVV-Venlo
Después de una temporada con Zwolle, Wildschut firmó un contrato de tres años con VVV-Venlo el 29 de junio de 2011.
Wildschut hizo su debut en VVV-Venlo, donde hizo su primera apertura y jugó durante 68 minutos, en un empate 0-0 contra Utrecht en el primer partido de la temporada. No fue hasta el 22 de octubre de 2011 cuando marcó su primer gol en el VVV-Venlo, en la victoria por 4-1 sobre el RKC Waalwijk. Su segundo gol llegó el 20 de noviembre de 2011, en la derrota por 2-1 contra Groningen. A medida que avanzaba la temporada 2011-12, Wildschut anotó cinco goles más contra Excelsior, Groningen, Heracles Almelo, Vitesse y Twente, mientras ayudaba al club a permanecer en la primera división para otra temporada. En su primera temporada en VVV-Venlo, Wildschut terminó la temporada 2011-12, haciendo 33 apariciones y anotando 4 veces en todas las competiciones. 
Antes de la temporada 2012-13, Wildschut atrajo el interés de clubes como AZ Alkmaar y Salzburgo. El propio Wildschut dijo que le gustaría dejar el club para llevar el desafío a un nivel superior. A pesar de esto, Wildschut se quedó en el club y se convirtió en un habitual del primer equipo, disputando treinta y cinco partidos y marcando un gol en toda la competición contra el Utrecht. Sin embargo, el club descendió en la liga después de terminar en el decimoséptimo lugar. 

### Heerenveen
El 24 de junio de 2013, Wildschut firmó un contrato de tres años con el SC Heerenveen. Anteriormente estuvo vinculado con un movimiento al club antes de la temporada pasada y casi se une al club, pero el fichaje se cayó.
Wildschut hizo su debut en Heerenveen, en el partido inaugural de la temporada, donde hizo su primera apertura y jugó durante 66 minutos antes de ser sustituido, en la derrota por 4-2 contra el AZ Alkmaaar. Marcó su primer gol con el club el 15 de septiembre de 2013, en la victoria por 4-2 sobre Groningen. Después de sufrir una lesión, marcó en su regreso de una lesión, en el empate 1-1 contra el PSV Eindhoven el 23 de noviembre de 2013. Cuando pasó seis meses en Heerenveen antes de unirse a ADO Den Haag, hizo 18 apariciones y anotó dos veces.

#### ADO Den Haag (préstamo)
El 31 de enero de 2014, Wildschut fue cedido al ADO Den Haag hasta el final de la temporada. Después de que las lesiones retrasaran su debut, su debut finalmente llegó el 15 de febrero de 2014, donde hizo su primera apertura y jugó durante 81 minutos antes de ser sustituido, en la victoria por 1-0 sobre el Roda JC. A pesar de sufrir otra lesión, pasó a hacer siete apariciones con el club.
Después de que terminó su período de préstamo en ADO Den Haag, Wildschut hizo cuatro apariciones al comienzo de la temporada 2014-15, incluida la asistencia dos veces en dos partidos contra Excelsior y Utrecht.

### Middlesbrough
El 1 de septiembre de 2014, Wildschut se unió al Middlesbrough inglés del Campeonato con un contrato de dos años con la opción de un año más.
Después de aparecer en el banco de suplentes sin usar durante los primeros tres partidos desde que se unió al club, Wildschut finalmente hizo su debut en el Middlesbrough, cuando entró como suplente en la Copa de la Liga contra el Liverpool el 23 de septiembre de 2014. El partido se fue a los penaltis y Wildschut convirtió su penalti, pero el Middlesbrough finalmente perdió la tanda de penaltis. Su debut en la liga siguió, nuevamente como suplente, en un empate 0-0 contra el Charlton Athletic el 27 de septiembre de 2014. Marcó su primer gol con el Middlesbrough en la victoria por 3-0 contra el Rotherham United el 1 de noviembre de 2014, y luego, tres días después, marcó su segundo gol en la victoria por 4-0 sobre el Norwich City . Sin embargo, Wildschut luchó por recuperar su primer lugar en el equipo en Middlesbrough y se limitó a trece apariciones en su primera temporada. Como resultado, pasó el resto de la temporada 2014-15 jugando en la reserva del club para recuperar su forma física.
Antes de la temporada 2015-16, Wildschut cambió la camiseta con el número treinta y tres por el treinta para la nueva temporada Wildschut luego anotó su primer gol de la temporada en la primera ronda de la Copa de la Liga contra el Oldham Athletic. Una semana después, el 22 de agosto de 2015, hizo su primera aparición en la liga de la temporada, donde jugó durante 45 minutos, en la derrota por 1-0 contra el Bristol City. Incapaz de despachar en el primer equipo, el entrenador Aitor Karanka le dijo a Wildschut que podía dejar el club cedido para jugar con el primer equipo.

#### Wigan Athletic (cedido)
El 2 de octubre de 2015, Wildschut fue cedido al Wigan Athletic por tres meses hasta enero de 2016.

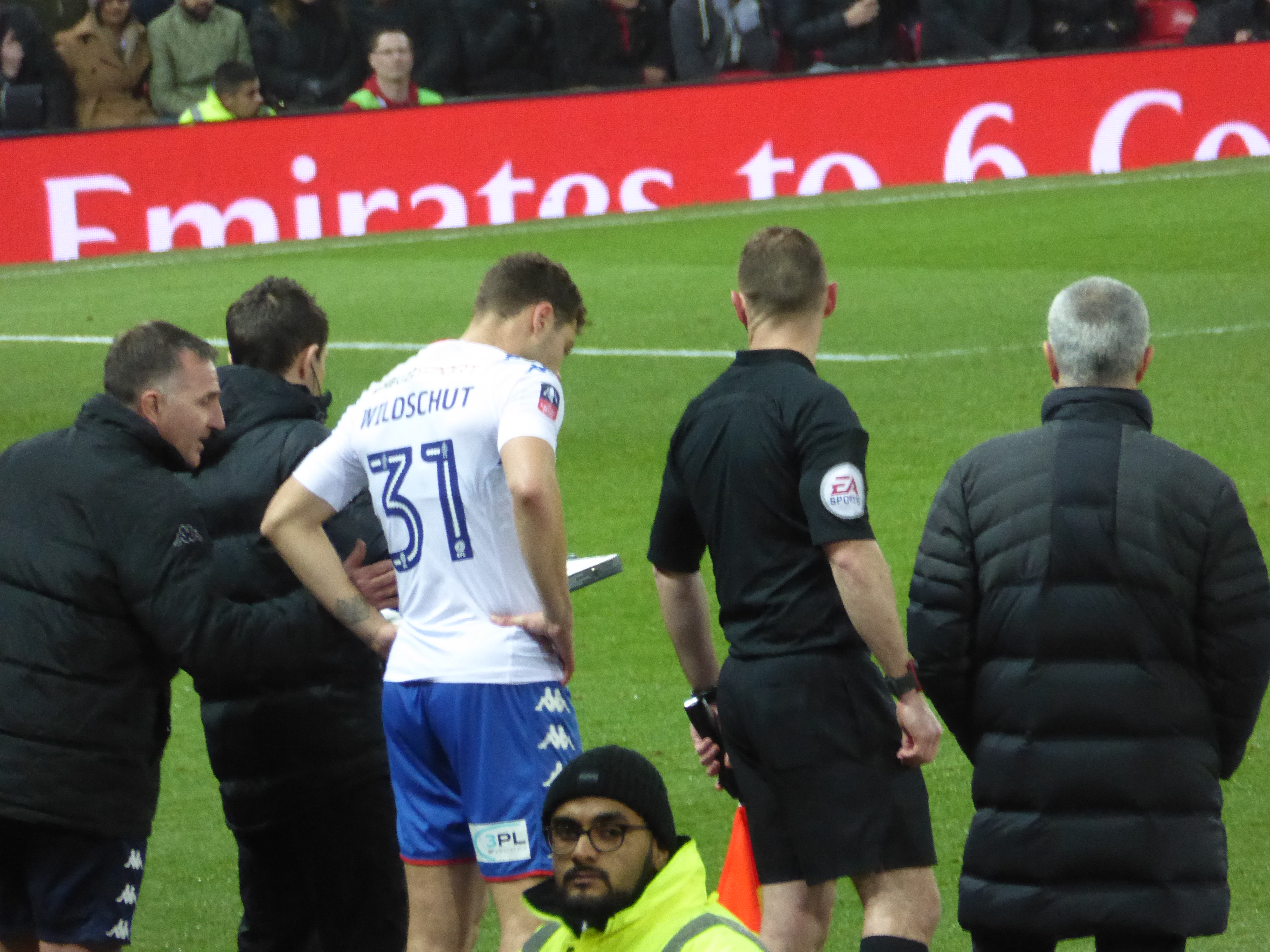
Wildschut fue sustituido para hacer su última aparición en el Wigan Athletic: una eliminatoria de la FA Cup con el Manchester United en enero de 2017.

Wildschut hizo su debut en el Wigan Athletic, donde entró como suplente en la segunda mitad, en el empate 0-0 contra Walsall el 3 de octubre de 2015. Después de hacer su debut, Wildschut se convirtió en un favorito de los fanáticos en el Wigan Athletic e incluso recibió un canto de los seguidores del Wigan Athletic 'regístrate'. Tres días después, el 6 de octubre de 2015, marcó su primer gol con el Wigan; el ganador al vencer a Crewe Alexandra 3-2 en el Trofeo de la Liga de Fútbol. Wildschut anotó su primer gol en la liga para el club el 20 de octubre de 2015 en la victoria por 3-2 contra el Peterborough United. A fines de 2015, Wilschut anotó tres goles más contra Blackpool y Barnsley antes de fichar por el Wigan Athletic de forma permanente después de una exitosa cesión el 9 de enero de 2016, y Gazette Live informó que la tarifa de venta valía £ 1 millón.

### Wigan Athletic
El primer partido de Wildschut después de fichar por el club de forma permanente se produjo el 12 de enero de 2016, donde entró como suplente en la segunda mitad, en el empate 3-3 contra el Sheffield United. A medida que avanzaba la temporada 2015-16 hacia el final de la temporada, Wildschut anotó cinco goles más contra Walsall, Colchester United, Shrewsbury Town y Blackpool (dos veces). Después de terminar la temporada, haciendo treinta y ocho apariciones y anotando nueve veces en todas las competiciones y ayudándolos a alcanzar el ascenso al Campeonato, Wildschut fue nombrado en el Equipo del Año de la PFA de League One por sus actuaciones en la temporada 2015-16, junto con sus compañeros de equipo Craig Morgan ., Reece Wabara y Will Grigg.
En la temporada 2016-17, Wildschut brindó una asistencia a Alex Gilbey para marcar el primer gol del club en su regreso al Campeonato, en la derrota por 2-1 contra el Bristol City en el primer partido de la temporada. Wildschut continuó siendo un habitual del primer equipo hasta que se retiró por un juego, por motivos personales. Pero regresó al primer equipo contra Cardiff City el 29 de octubre de 2016, donde comenzó, en una victoria por 1-0. Comenzó en la victoria a domicilio por 2-1 contra el Huddersfield Town el 28 de noviembre de 2016, donde preparó el primer gol para Reece Burke antes de anotar el segundo gol del Wigan en una actuación de hombre del partido.

### Norwich City
El 31 de enero de 2017, Wildschut se unió a Norwich City por una tarifa de alrededor de £ 7 millones. Wildschut anotó su primer gol con el Norwich en el empate 1-1 con el Bristol City el 7 de marzo de 2017.
El 12 de enero de 2018, Wildschut se unió al Cardiff City cedido por el resto de la temporada 2017-18.
Norwich lo liberó al final de la temporada 2018-19.

#### Bolton Wanderers (cedido)
El 19 de julio de 2018, Wildschut se unió al Bolton Wanderers cedido por una temporada. Hizo su debut el día inaugural de la temporada, el 4 de agosto, sustituyendo a Will Buckley contra el recién descendido West Bromwich Albion y anotó en el minuto 89 para poner el 2-1, ganando el Bolton. Numerosas lesiones le hicieron jugar sólo 18 partidos.

### Maccabi Haifa
El 5 de julio de 2019, Wildschut fichó con el club Maccabi Haifa de la Premier League israelí .

### CSKA Sofía
El 26 de junio de 2021, Wildschut firmó con el club búlgaro CSKA Sofia. El 9 de diciembre de 2021, marcó su primer gol para el equipo en el último minuto de la derrota en casa por 2:3 ante la Roma en un partido de la fase de grupos de la UEFA Conference League.

## Selección nacional
Nacido en los Países Bajos, Wildschut es de ascendencia surinamesa. Debutó con la selección nacional de Surinam en una derrota amistosa por 1-0 ante Tailandia el 27 de marzo de 2022. Wildschut anotó su primer gol internacional con Surinam el 7 de junio de 2022, durante una derrota por 3-1 ante Jamaica en la Liga de Naciones de CONCACAF.

## Vida personal
Wildschut está casado y, a fines de octubre de 2016, se convirtió en padre cuando su esposa dio a luz a un hijo.

## Estadísticas

### Club
| Club                        | Temporada | Liga                   | Liga     | Liga  | Copa Nacional | Copa Nacional | Copa de liga | Copa de liga | Continental | Continental | Otro     | Otro  | Total    | Total |
| Club                        | Temporada | División               | Partidos | Goles | Partidos      | Goles         | Partidos     | Goles        | Partidos    | Goles       | Partidos | Goles | Partidos | Goles |
| --------------------------- | --------- | ---------------------- | -------- | ----- | ------------- | ------------- | ------------ | ------------ | ----------- | ----------- | -------- | ----- | -------- | ----- |
| FC Zwolle                   | 2010–11   | Eerste Divisie         | 33       | 3     | 2             | 1             | –            | –            | –           | –           | 4        | 1     | 39       | 5     |
| VVV-Venlo                   | 2011–12   | Eredivisie             | 29       | 7     | 0             | 0             | –            | –            | –           | –           | 4        | 0     | 33       | 7     |
| VVV-Venlo                   | 2012–13   | Eredivisie             | 32       | 1     | 1             | 0             | –            | –            | –           | –           | 2        | 0     | 35       | 1     |
| VVV-Venlo                   | Total     | Total                  | 61       | 8     | 1             | 0             | 0            | 0            | 0           | 0           | 6        | 0     | 68       | 8     |
| SC Heerenveen               | 2013–14   | Eredivisie             | 18       | 2     | 3             | 0             | –            | –            | –           | –           | –        | –     | 21       | 2     |
| SC Heerenveen               | 2014–15   | Eredivisie             | 4        | 0     | 0             | 0             | –            | –            | –           | –           | –        | –     | 4        | 0     |
| SC Heerenveen               | Total     | Total                  | 22       | 2     | 3             | 0             | 0            | 0            | 0           | 0           | 0        | 0     | 25       | 2     |
| ADO Den Haag (préstamo)     | 2013–14   | Eredivisie             | 7        | 0     | 0             | 0             | –            | –            | –           | –           | –        | –     | 7        | 0     |
| Middlesbrough               | 2014–15   | Championship           | 11       | 2     | 1             | 0             | 2            | 1            | –           | –           | 0        | 0     | 14       | 3     |
| Middlesbrough               | 2015–16   | Championship           | 1        | 0     | 0             | 0             | 1            | 1            | –           | –           | 0        | 0     | 2        | 1     |
| Middlesbrough               | Total     | Total                  | 12       | 2     | 1             | 0             | 3            | 2            | 0           | 0           | 0        | 0     | 16       | 4     |
| Wigan Athletic (préstamo)   | 2015–16   | League One             | 13       | 2     | 1             | 0             | 0            | 0            | –           | –           | 3        | 2     | 17       | 4     |
| Wigan Athletic              | 2015–16   | League One             | 34       | 7     | 1             | 0             | 3            | 2            | –           | –           | 0        | 0     | 38       | 9     |
| Wigan Athletic              | 2016–17   | Championship           | 25       | 4     | 2             | 1             | 0            | 0            | –           | –           | 0        | 0     | 27       | 5     |
| Wigan Athletic              | Total     | Total                  | 58       | 11    | 3             | 1             | 3            | 2            | 0           | 0           | 0        | 0     | 65       | 14    |
| Norwich City                | 2016–17   | Championship           | 9        | 1     | 0             | 0             | 0            | 0            | –           | –           | 0        | 0     | 9        | 1     |
| Norwich City                | 2017–18   | Championship           | 16       | 1     | 0             | 0             | 1            | 0            | –           | –           | 3        | 0     | 20       | 1     |
| Norwich City                | Total     | Total                  | 25       | 2     | 0             | 0             | 1            | 0            | 0           | 0           | 3        | 0     | 29       | 2     |
| Cardiff City (préstamo)     | 2017–18   | Championship           | 10       | 0     | 0             | 0             | 0            | 0            | –           | –           | 0        | 0     | 10       | 0     |
| Bolton Wanderers (préstamo) | 2018–19   | Championship           | 16       | 2     | 1             | 0             | 0            | 0            | –           | –           | 1        | 0     | 18       | 2     |
| Maccabi Haifa               | 2019–20   | Israeli Premier League | 32       | 5     | 3             | 0             | 0            | 0            | 1           | 0           | 0        | 0     | 36       | 5     |
| Maccabi Haifa               | 2020–21   | Israeli Premier League | 22       | 1     | 3             | 1             | 0            | 0            | 2           | 0           | 0        | 0     | 27       | 2     |
| Maccabi Haifa               | Total     | Total                  | 54       | 6     | 6             | 1             | 0            | 0            | 3           | 0           | 0        | 0     | 63       | 7     |
| CSKA Sofia                  | 2021–22   | Bulgarian First League | 28       | 0     | 4             | 0             | 0            | 0            | 11          | 1           | 1        | 0     | 44       | 1     |
| Total                       | Total     | Total                  | 340      | 38    | 22            | 3             | 7            | 4            | 14          | 1           | 18       | 3     | 401      | 49    |

### Selección nacional
| N.º | Fecha              | Lugar                                | Adversario | Gol  | Resultado | Competencia                       | Ref.   |
| --- | ------------------ | ------------------------------------ | ---------- | ---- | --------- | --------------------------------- | ------ |
| 1.  | 7 de junio de 2022 | Independence Park, Kingston, Jamaica | Jamaica    | 1– 1 | 3– 1      | Liga de Naciones CONCACAF 2022-23 | [ 77 ] |

## Premios y reconocimientos
Wigan Athletic
- EFL League One 2015-16

Cardiff City
- Subcampeón del EFL Championship 2017-18[79]

Maccabi Haifa
- Premier League israelí 2020-21

Individual
- Equipo del año de la PFA 2015-16 League One